# Every time
「Every time」（エヴリ タイム）は、日本のシンガーソングライター・TiAのデビューシングル。

## 解説
当初はCCCD規格で発売された。
タイトル曲「Every time」は、TiAが14歳のときに本格的に歌手を志した際、最初に制作した楽曲である。
母と兄が歌手をやってていた影響で、彼女もいつか歌手になりたいと思うようになった。楽器はできないため、ハミングで「Every time」のデモテープを制作。それをS.M.エンターテインメントジャパンに送ったことが、デビューのきっかけとなった。

## 収録曲
1. Every time (4:55)
作詞/作曲：TiA 編曲：河野圭
フジテレビ系音楽番組『HEY!HEY!HEY! MUSIC CHAMP』エンディングテーマ。
2. Real Love (4:27)
作詞：TiA 原作詞・作曲：Kathy Sommer/Sally Wacht 編曲：藤本和則/安部潤
アルバム未収録。
3. Every time (Instrumental) (4:51)

## 収録アルバム
- humming （#1）